# 大圓寺 (太田市)
大圓寺（だいえんじ）は、群馬県太田市にある浄土宗の寺院。山号は義徳山。院号は寂靜院。本尊は阿弥陀如来。

## 歴史
創建は明暦元年（1655年）。創建由来は不明。安政年間の火災により焼失。平成17年（2005年）に本堂再建。

## 史跡
- 徳本行者名号碑
- 勾当内侍供養墓

## 大光院との関わり
檀林の義重山新田寺大光院とは本末関係。

## 交通アクセス
太田駅北口から車で15分